# Watusi

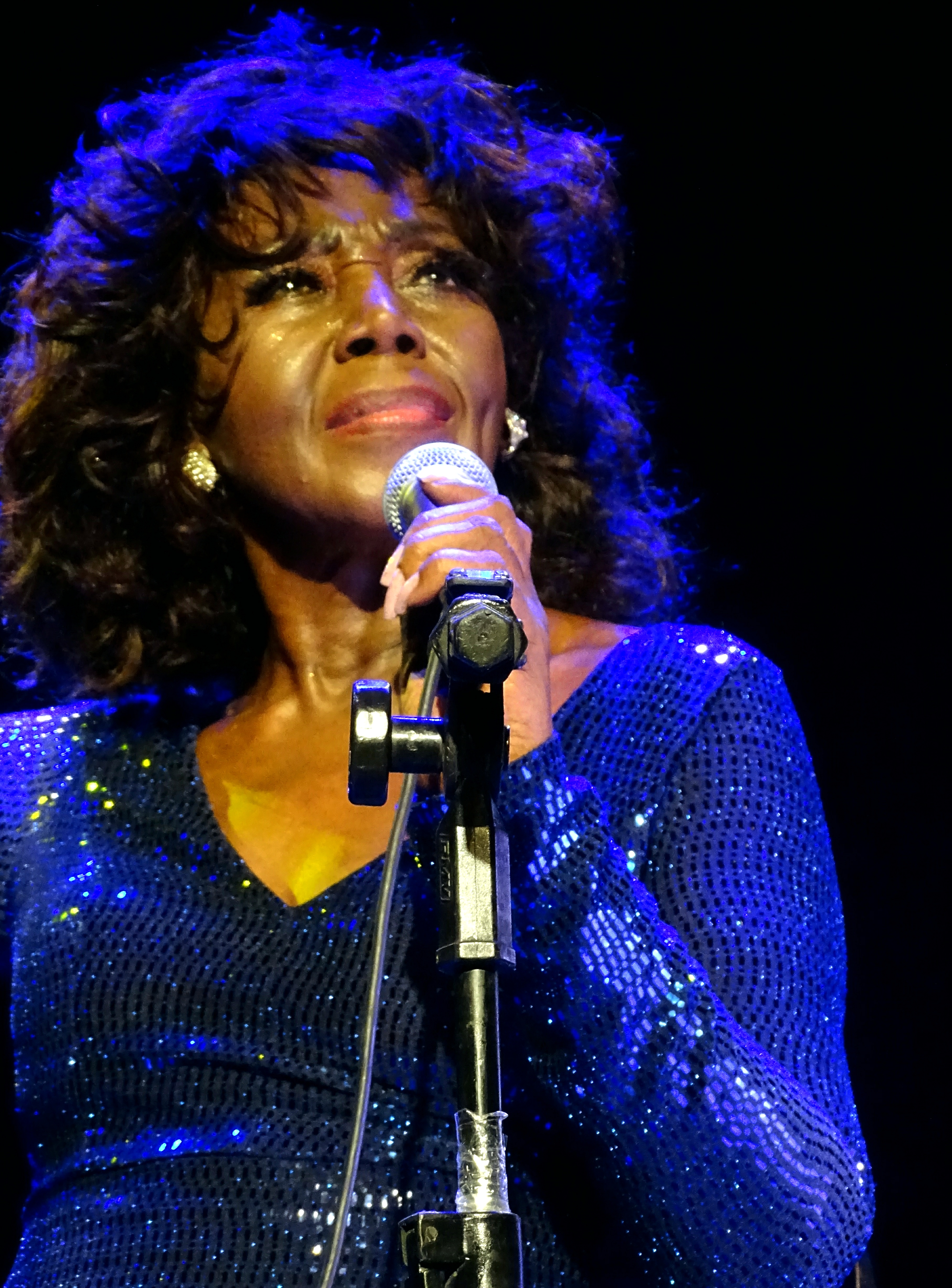
Foto tirada por Marcelo Castello Branco no show "Watusi Entre Amigos" realizado no dia 5 de maio de 2023, no Teatro Brigette Blair.

Watusi, nome artístico de Maria Alice Conceição (Niterói, 4 de junho de 1952) é uma atriz, intérprete, bailarina e cantora brasileira.

## Trajetória
Sua primeira aparição foi num programa da TV Globo, em 1968. A princípio, ela se apresentaria como caloura no quadro “Porta da Fama”, dentro do programa “TV Fone”, mas seu destino já estava escrito.
O diretor Silva Ferreira gostou tanto da sua voz que Watusi acabou entrando como convidada especial do programa “TV Fone”. A partir daí, não demorou muito para que despontasse no meio artístico.
Alguns meses depois, Silva Ferreira convidou a então cantora novata Maria Alice para participar do show de atrações e concurso musical “Um Cantor Por Dez Milhões, Dez Milhões Por Uma Canção”, do Abraão Medina, também transmitido pela TV Globo. Era a favorita do público, mas ficou com o segundo lugar.
Em pouco tempo Maria Alice se tornou Watusi, a estrela que sempre sonhou ser desde pequena.
O nome Watusi é inspirado numa tribo africana conhecida pela alta estatura de seus membros. O baterista do Tamba Trio, Hélcio Milito, foi quem sugeriu que ela tivesse um nome diferente. Então, Maria Alice procurando um nome artístico, descobre o nome desta tribo, gosta e ali nasce Watusi. Afinal, ela sempre se viu grande diante dos obstáculos na vida e em seu potencial e nunca perdeu ou desviou do seu foco: ser uma estrela dos palcos.
Nessa época, foi com a música "Pata Pata", de Miriam Makeba, que Watusi participava de todos os programas na TV: Programa do Simonal, Roberto Carlos, Chacrinha etc.
No final da década de 60, a cantora gravou seu primeiro compacto pela CBS do Brasil. Já fazendo muito sucesso, ela posou para um pôster que foi vendido nas livrarias de todo o Brasil. O dono da Companhia Brasiliana Ballet viu o pôster, gostou, entrou em contato e a contratou para seguir viagem pelo mundo. Ela, então, seguiu para a Europa, Ásia e Canadá.
No Brasiliana Ballet, Watusi ficou de 1970 até 1976. Depois, foi contratada como estrela principal pelo Teatro Victória de Barcelona, de 1976 até 1978, quando estrelou os musicais “Stardust” (Poeira de Estrelas) e “Aqui, New York”.
Em 1978, o proprietário do Moulin Rouge, em Paris, Jacki Clerico e o coreógrafo Ruggero Angelitti não hesitaram em contratá-la e nossa estrela ficou em cartaz no famoso “Frénésie 80” até 1982. Aliás, Watusi foi a única estrela do Moulin Rouge a ter seu nome no letreiro na fachada da casa mais importante do mundo.
Watusi se consolida como artista internacional, com sua presença de palco e potencial vocal impressionando a todos e se tornando a estrela mais bem paga de toda a Europa. Na época, seu salário era de US$ 25 mil por mês para cantar e dançar duas vezes por dia, sete dias por semana. Em 1981, a estrela participou de um programa com George Hamilton para a HBO americana.
Aclamada pelo público, atraía para a plateia celebridades como os atores Sylvester Stallone e Raquel Welch, o músico Yves Montand e chegou a dividir o palco com Gene Kelly, Ginger Rogers, Charles Aznavour, Village People e Dalida. Naquele época o Diário de Barcelona noticiou: “Se Watusi não existisse, teríamos de inventá-la” e na revista Paris Match: “É o mais jovem talento negro surgido nos últimos tempos em solo francês”.
A artista passou treze anos se apresentando em musicais pela Europa. Conheceu milionários, sheiks e atores hollywoodianos, com quem se comunicava em inglês, francês, espanhol, italiano ou alemão.
Em 1982, a cantora retorna ao Brasil e monta o espetáculo Simplesmente Watusi com um revival dos lugares por onde passou. O show ficou em cartaz por 1 ano na casa de espetáculos O Beco, na região dos Jardins, em São Paulo, onde foi sucesso de público e crítica. Na mesma época gravou um disco com o mesmo nome que também fez muito sucesso. Na televisão, Watusi participou do show de abertura da TV Manchete, em 1983.
Também em 1983 fez o show Watusi, no velho Galeão, e, no mesmo ano, Chico Recarey a chama para o recém-inaugurado Scala Rio, a maior casa de espetáculos da América Latina. Watusi, então, estrelou o show Golden Rio, com Grande Otelo e direção de Maurício Sherman, onde fez 1500 dias ininterruptos, dos quais está pleiteando entrar para o Guiness Book. O espetáculo ficou em cartaz até 1987 e em seguida a cantora emendou o show Golden Brasil, com Hilton Prado, no mesmo local, até 1995. Depois, Watusi optou por dar uma pausa na carreira até retonar em 2017.
Em 1986, ganhou o prêmio por ser uma das 10 mulheres mais importantes da TV Brasileira, juntamente com Sonia Braga, realizado pela extinta TV Manchete. Ainda em 1986, Robert De Niro veio à América do Sul, incluindo o Brasil, filmar A Missão (The Mission) e acabou conhecendo Watusi. O ator e a estrela iniciaram um tórrido romance que durou por um bom tempo.  
Em 1990, Watusi faz uma participação especial na minissérie A.E.I.O Urca, da TV Globo, interpretando a cantora norte-americana, naturalizada francesa, Josephine Baker. Em 1993, ela tem uma música na trilha sonora da novela Sonho Meu da mesma emissora.  
No mesmo ano, ela grava um single independente de Bolero. Com isso, é contratada pela gravadora Som Livre para gravar um disco chamado “Watusi - Por Causa de Você” com músicas clássicas em versões criadas pelo consagrado Roger Henri, como por exemplo, Matriz e Filial. O sucesso foi tanto que, em 1995, a Som Livre lança disco com clássicos brasileiros e com arranjos do talentosíssimo maestro Jota Morais, com temática romântica e com vastos recursos vocais como podemos comprovar nas músicas Sou Feliz de Lourenço e Casinha Branca de Gilson/Joran.
Watusi é uma artista de carreira sólida com reconhecimento no Brasil e no exterior. A estrela não parou no tempo. Ela é versátil, atual, com presença e domínio de palco como poucos. Watusi interpreta tanto sucessos consagrados, quanto composições inéditas.
A cantora voltou aos palcos Brasileiros, em 2018 e 2019, pela batuta dos jornalistas Rodrigo Zampronni e André Auler, seus produtores e empresários, com os shows: “Watusi, A Nova Era Musical” e “Watusi - #50 Anos” no Theatro Net Rio e no Theatro Municipal de Niterói, sucesso total de público e crítica. Atualmente, com a retomada da vida cultural, Watusi continua fazendo shows pelo Brasil.

## Disco
O penúltimo disco da Watusi lançado no Brasil foi intitulado (Por Causa de Você) contém as seguintes músicas:
- Brigas
- Que Será?
- Risque
- Por Causa de Você
- Privação de Sentidos
- Último Desejo
- Segredo
- Matriz ou Filial
- Questões Mal Resolvidas
- Que Queres Tu de Mim
- Tête à Tête
- Nem eu

## Condecorações
- Medalha de Recompensa à Mulher na Maçonaria Fluminense [3]